# Mosteiro de Zemen
O Mosteiro Zemen com sua igreja dedicada a João o Teólogo foi construído no século XI.
A igreja foi pintada duas vezes – no século XI e no século XIV por um pintor búlgaro desconhecido. A partir do século XIV, destacam-se as imagens dos fundadores – o déspota senhor feudal local Dejan (há uma disputa se este é Dejan (nobre)), sua esposa Doya, junto com seus filhos Vitomir e Stoyu. Na realização de muitas cenas bíblicas, há elementos da pintura oriental e bizantina, bem como da pintura renascentista. As grandes festas, as paixões de Cristo, as imagens de São quarenta mártires. Na faixa inferior estão inscritas algumas das primeiras imagens dos santos búlgaros Ivan Rilski e Joakim Sarandaporski.
Com sua arquitetura e afrescos únicos, a igreja de São João Teólogo se aproxima do valor da Igreja de Boyana e é, portanto, um braço do Museu Histórico Nacional da Bulgária. 
O mosteiro não está ativo, mas um monumento cultural.